# Lamprodrilus
Lamprodrilus är ett släkte av ringmaskar. Lamprodrilus ingår i familjen källmaskar.
Släktet innehåller bara arten Lamprodrilus isoporus.